# Protea burchellii
Protea burchellii là một loài thực vật có hoa trong họ Quắn hoa. Loài này được Stapf miêu tả khoa học đầu tiên.